# Лейк-Девіс (Каліфорнія)
Лейк-Девіс (англ. Lake Davis) — переписна місцевість (CDP) в США, в окрузі Плумас штату Каліфорнія. Населення — 72 особи (2020).

## Географія
Лейк-Девіс розташований за координатами 39°51′8″ пн. ш. 120°27′32″ зх. д. / 39.85222° пн. ш. 120.45889° зх. д. (39.852172, -120.458967).  За даними Бюро перепису населення США в 2010 році переписна місцевість мала площу 13,94 км², з яких 13,93 км² — суходіл та 0,01 км² — водойми.

## Демографія
Згідно з переписом 2010 року, у переписній місцевості мешкало 45 осіб у 23 домогосподарствах у складі 17 родин. Густота населення становила 3 особи/км².  Було 155 помешкань (11/км²).
Расовий склад населення:
| - 100,0 % — білих |

До двох чи більше рас належало 0,0 %. Частка іспаномовних становила 4,4 % від усіх жителів.
За віковим діапазоном населення розподілялося таким чином: 8,9 % — особи молодші 18 років, 64,4 % — особи у віці 18—64 років, 26,7 % — особи у віці 65 років та старші. Медіана віку мешканця становила 60,5 року. На 100 осіб жіночої статі у переписній місцевості припадало 104,5 чоловіків;  на 100 жінок у віці від 18 років та старших — 115,8 чоловіків також старших 18 років.
Цивільне працевлаштоване населення становило 13 особи. Основні галузі зайнятості: фінанси, страхування та нерухомість — 100,0 %.